# 89 f.Kr.

## Händelser

### Efter plats

#### Romerska republiken
- Gnaeus Pompeius Strabo och Lucius Porcius Cato blir konsuler i Rom.
- Romerska styrkor under Lucius Porcius Cato besegras av rebeller i slaget vid Fucinesjön, varvid Cato dödas.
- Gnaeus Pompeius Strabos besegrar rebellerna i det avgörande slaget vid Asculum.
- Lagen Lex Plautia Papiria ger romerskt medborgarskap åt alla italienare, som ansöker om det inom 60 dagar. De nya medborgarna delas in i åtta stammar, för att undvika dominering vid sammankomster.
- Lagen Lex Pompeia ger romerska rättigheter åt städer i Gallia Cisalpina.

#### Mindre Asien
- Mithridates VI av Pontos invaderar Bithynien och Kappadokien, vilket inleder det första mithridatiska kriget.

## Avlidna
- Aulus Sempronius Asellio, romersk praetor (mördad)
- Titus Didius, stupad under bundsförvantskriget